# ایلونا اسلوپیانک
ایلونا اسلوپیانک (آلمانی: Ilona Slupianek؛ زادهٔ ۲۴ سپتامبر ۱۹۵۶) پرتاب‌گر وزنه اهل آلمان بود.
از افتخارات وی میتوان به کسب مدال طلا پرتاب وزنه در بازی‌های المپیک تابستانی ۱۹۸۰ اشاره کرد.